# Dudley Marjoribanks (3e baron Tweedmouth)
Dudley Churchill Marjoribanks (2 mars 1874- 23 avril 1935) est un officier britannique et un courtisan. 

## Biographie
Il est le fils d'Edward Marjoribanks (2e baron Tweedmouth) et de Lady Fanny Spencer-Churchill, fille de John Spencer-Churchill (7e duc de Marlborough) .  
Il est élève à la Harrow School et rejoint les Royal Horse Guards en 1895 . Il est promu lieutenant en 1897 et sert dans un régiment composite de la Household Cavalry pendant la seconde guerre des Boers en Afrique du Sud de 1899 à 1902. Il est présent au Siège de Kimberley et à plusieurs autres batailles dans l'État libre d'Orange, la colonie du Transvaal et la Colonie du Cap. Il est mentionné dans des dépêches, reçoit la médaille de la Reine pour l'Afrique du Sud avec six fermoirs et est nommé compagnon de l'Ordre du Service distingué (DSO) le 29 novembre 1900. 
Au début de 1901, le nouveau roi Édouard VII lui demande de participer à une mission diplomatique spéciale pour annoncer son accession au trône aux gouvernements de la France, de l'Espagne et du Portugal. L'année suivante, il est nommé membre (cinquième classe) de l'Ordre royal de Victoria (MVO). En septembre 1902, les Marjoribanks accompagnent Lord Roberts, commandant en chef des Forces, et St John Brodrick, secrétaire d'État à la Guerre (et son beau-père), lors d'une visite en Allemagne pour assister aux manœuvres de l'armée allemande comme invité de l'empereur Guillaume. Au cours de la visite, il est créé Chevalier de 2e classe de l'Ordre prussien de l'Aigle rouge. Il est promu au grade de capitaine en 1904 et de 1905 à 1908, il est nommé secrétaire militaire du haut-commissaire en Afrique du Sud. En 1908, il est promu major et est directeur des comptes de l'armée et quartier-maître général de la division West Lancashire de 1908 à 1910 . 
Pendant la Première Guerre mondiale, il sert avec les Royal Horse Guards de 1914 à 1918 et participe aux premières batailles. Le 25 octobre 1914, «Beef», comme on l'appelait, reçoit une balle dans la jambe alors qu'il tente de mener une action. "J'ai dû m'arrêter et entrer dans la tranchée de Hugh Grosvenor. Je suis sorti tout de suite et j'ai tiré sur mon cheval avec mon revolver et j'ai gardé tout mon équipement. Nous avons eu beaucoup de chance compte tenu de l'incendie pour lequel nous sommes entrés."  À la fin de la guerre, il sert dans le Guards Machine Gun Regiment de 1918 à 1919. Pendant la guerre, il est promu lieutenant-colonel et créé compagnon de l'Ordre de Saint-Michel et Saint-Georges (CMG) . 
Après être devenu Lord Tweedmouth, il est Lord-in-waiting du roi Édouard VII et de George V .
Il aurait été un excellent tireur - ayant passé beaucoup de temps au Glen Affric Shooting Estate de son père - et a une personnalité aimable mais connait des difficultés financières tout au long de sa vie . 
Lord Tweedmouth épouse, à St George's Hanover Square, Londres le 30 novembre 1901  Lady Muriel Brodrick (1881-1966), fille aînée de St John Brodrick (1er comte de Midleton) et Lady Hilda Charteris. Ils ont deux filles, Moyra et Millicent Joan  et le titre baron Tweedmouth s'est éteint à sa mort. 